# 南奥塞梯临时行政实体
南奥塞梯临时行政实体（羅馬化：Samkhret' Oset'is droebit'i administrats'ia）是格鲁吉亚的一个临时行政机构，对外宣称是南奥塞梯的合法政府。但南奥塞梯自1990年代初以来是事实上独立的国家。